# 土佐市農業協同組合
土佐市農業協同組合（とさしのうぎょうきょうどうくみあい、通称:JA土佐市）は、高知県土佐市に本所を置いていた農業協同組合。

## 概要
JA土佐市は、JA波介・JA高岡・JA北原・JA戸波・JA蓮池・JA高石・JA宇佐・JA新居が合併して作られた。2019年1月1日、高知県農業協同組合の設立に参加し、消滅。

## 主な取扱品
- 文旦
- 青ねぎ
- しょうが
- 花
- すいか
- メロン

## 支店一覧
- みのり館
- 高岡支所
- 北原支所
- 戸波支所
- 高石支所
- 宇佐支所
- 新居支所

### 直販所
波介農産物直販所
戸波朝市
北原ふるさと市
高岡良心市
高石直販所
宇佐青果市
南風の郷